# Giải Tukan
Giải Tukan (tiếng Đức: Tukan-Preis) là một giải thưỏng văn học hàng năm của thành phố München (Đức) dành cho tác phẩm hư cấu mới xuất bản, được coi là hay nhất của một tác giả ở thành phố này. Giải Tukan được thiết lập năm 1965, với khoản tiền thưởng hiện nay là 6.000 Euro.

## Những người đoạt giải
- 1965: Paul Mommertz, Georg Schwarz, Roland Ziersch, Alfons von Czibulka, Horst Lange, Otto von Taube
- 1966: Rudolf Schmitt-Sulzthal, Eugen Skasa-Weiß, Isabella Nadolny, Gunter Groll, Carola von Crailsheim, Curt Hohoff
- 1967: Karl Ude, Oliver Hassencamp, Nina Keller
- 1969: Toni Sailer, Wilhelm Lukas Kristl, Christa Reinig, Günter Spang, Heinrich Fischer, Tankred Dorst
- 1971: Herbert Asmodi, Angelika Mechtel, Heinz Piontek, Martin Gregor-Dellin, Rolf Flügel
- 1973: Marianne Langewiesche, Wolfgang Petzet, Kuno Raeber
- 1975: Wolfgang Bächler, Charlotte Birnbaum, Heinz Coubier, Armin Eichholz, Herbert Günther, Helmut Walbert
- 1977: Ernst Günther Bleisch, Karl Hoche, Ursula Knöller, Irina Korschunow, Herbert Rosendorfer, Herbert Schlüter
- 1978: Patrick Süskind (khước từ, không nhận giải)
- 1979: Carl Amery, Janosch, Kurt Seeberger
- 1981: Hermann Stahl, Carl Borro Schwerla, Franz Freisleder, Dagmar Nick, Jörg Krichbaum, Barbara Bronnen
- 1983: Michael Krüger, Rudolf Riedler, Barbara König, Carlamaria Heim, Jörg Graser, Grete Weil
- 1985: Walter Kolbenhoff, Hans F. Nöhbauer
- 1987: Uwe Dick, Eberhard Horst, Michael Wachsmann
- 1989: Herbert Achternbusch, Barbara Maria Kloos, Fred Hepp
- 1991: Günter Herburger
- 1992: Uwe Dick, Pochwasser. Eine Biographie ohne Ich
- 1993: Helmut Krausser, Melodien oder Nachträge zum quecksilbernen Zeitalter
- 1994: Maxim Biller, Land der Väter und Verräter
- 1995: Christine Scherrmann, Frau mit grünen Schuhen, và Hans Pleschinski, Brabant
- 1996: Ernst Augustin. Gutes Geld
- 1997: Klaus Böldl, Studie in Kristallbildung
- 1998: Günter Ohnemus, Der Tiger auf deiner Schulter
- 1999: Susanne Röckel, Chinesisches Alphabet - Ein Jahr in Shanghai
- 2000: Hassouna Mosbahi, Rückkehr nach Tarschisch und die Übersetzerin Regina Karachouli
- 2001: Uwe Timm, Rot
- 2002: Hans Pleschinski, Bildnis eines Unsichtbaren
- 2003: Simon Werle, Der Schnee der Jahre
- 2004: Thomas Meinecke, Musik
- 2005: Thomas Palzer, Ruin
- 2006: Friedrich Ani, Idylle der Hyänen
- 2007: Fridolin Schley, Wildes schönes Tier
- 2008: Christine Wunnicke, Serenity
- 2009: Robert Hültner, Inspektor Kajetan kehrt zurück
- 2010: Benjamin Stein, Die Leinwand
- 2011: Steven Uhly, Adams Fuge
- 2012: Marc Deckert, Die Kometenjäger
- 2013: Dagmar Leupold, Unter der Hand
- 2014: Nina Jäckle, Der lange Atem